# Termini Imerese (stacja kolejowa)
Termini Imerese (wł. Stazione di Termini Imerese) – stacja kolejowa w Termini Imerese, w prowincji Palermo, w regionie Sycylia, we Włoszech. Stacja znajduje się na linii Palermo – Katania, Palermo – Porto Empedocle i Palermo – Mesyna. 
Według klasyfikacji RFI ma kategorię brązową.

## Linie kolejowe
- Linia Palermo – Katania
- Linia Palermo – Porto Empedocle
- Linia Palermo – Mesyna